# Ternate (Alor)
Ternate är en ö i Indonesien som ingår i Aloröarna.   Den ligger i provinsen Nusa Tenggara Timur, i den sydöstra delen av landet, 1 900 km öster om huvudstaden Jakarta. Arean är 3,8 kvadratkilometer.
Terrängen på Pulau Ternate är kuperad. Öns högsta punkt är 419 meter över havet. Den sträcker sig 2,8 kilometer i nord-sydlig riktning, och 2,1 kilometer i öst-västlig riktning.  I omgivningarna runt Pulau Ternate växer i huvudsak städsegrön lövskog.